# Прохоров, Юрий Павлович
Ю́рий Па́влович Про́хоров (19 октября 1954, Кондрово, Дзержинский район, Калужская область — 6 октября 2017, Калуга) — советский футболист, советский и российский футбольный тренер.

## Биография
Юрий Прохоров родился 19 октября 1954 года в Кондрово. Срочную службу в армии проходил в Германии и Польше. По окончании службы вернулся в родной город, где выступал за местный ФК «Бумажник». Там он обратил на себя внимание Юрия Игнатова, тренировавшего калужскую «Зарю». Вместе с командой становился обладателем Кубка СССР и Кубка РСФСР среди КФК.
По окончании карьеры игрока работал тренером. Возглавлял ЖФК «Калужанка», в 1994 году выигравший бронзовые медали первенства России. Тренировал также ряд местных команд «Ташир», «Калугаприбор», ВИЛСИ.
Образование — Смоленская государственная академия физической культуры, спорта и туризма.
Скоропостижно скончался 6 октября 2017 года в Калуге.